# Cristóbal de Isla
Diego Cristóbal de Isla (Berlanga de Duero, baut. 15 de septiembre de 1586-Palencia, c. 1 de diciembre de 1651) fue un compositor y maestro de capilla español.

## Vida
Diego Cristóbal de Isla, nacido en Berlanga de Duero y bautizado el 15 de septiembre de 1586, hijo de Domingo de Diego y María Corral. Se educó en la escolanía de la Catedral de León entre 1594 y 1602 con Diego de Bruceña, ampliando sus estudios en la Colegiata de Berlanga hasta 1607 con el maestro Juan de Ávila y a partir de ese año con Sebastián López de Velasco. López de Velasco solo permaneció en el magisterio unos meses y Cristóbal de Isla pasó a ocupar el cargo de maestro de capilla en Berlanga de Duero de 1607 hasta 1611.

### Magisterio en Huesca
Tras el fallecimiento de mosén Jusepe Nadal en 1610, se tardó casi un año en ocupar el cargo de maestro de capilla en la Catedral de Huesca. Se hicieron gestiones para traer al maestro de Lérida, que en ese momento era Francisco Berge,

[...] remitio a los señores chantre y Colon para que traten de la conduccion del maestro de capilla de Lerida y le den salario como le dan alli, como no pase de dos cientos escudos y los provechos de iglesia.
Actas capitulares de la Catedral de Huesca, 23 de julio de 1610

Sin éxito, ya que hubo que insistir,

[...] que el chantre Pinos tome a su cargo enciar a Lerida al hombre que dice es amigo del maestro de capilla de aquella santa iglesia para saber si gutara de venir a servir a esta iglesia.
Actas capitulares de la Catedral de Huesca, 2 de enero de 1611

Al maestro leridano no debió interesarle, porque el 19 de abril de 1611,

[...] los señores del capítulo dieron el oficio de maestro de capilla a Christobal de Ysla, natural de Berlanga, diocesis de Siguenza, para durante el beneplacito del capitulo y le hicieron merced de una racion con aumento de tres mil y stetecientos sueldos incluso el cuerpo de la dicha racion pagaderos en la forma y modo porque se paga a los cantosres, presente el qual aceptó y juró de hacer buen servicio y de guardar los statutos y la bulla del statuto de la supresion.
Actas capitulares de la Catedral de Huesca, 19 de abril de 1611

El 26 de enero de 1615 le concedieron permiso para ausentarse, para ir a El Burgo de Osma, «y se le concedio no renunciase la racion que se le dio para que tenga ocasion y motivo de ordenado que sea volverse a esta santa iglesia.» La última noticia de Isla en Huesca es del 29 de enero de 1615.
La Catedral de Huesca estuvo de nuevo un año sin maestro, ya que las dificultades para conseguir un músico para la metropolitana no parecían haberse resuelto. En febrero de 1616 se llamó al maestro de la Catedral de Tarazona, Mateo Calvete, que parece que comenzó la magisterio en Huesca dos meses después.

### Magisterio en El Burgo de Osma
Tras partir el maestro de El Burgo de Osma, Sebastián López de Velasco, a Segovia en 1613, para recibir unas clases de su maestro, acabó por ocupar la magisterio de la Catedral un año después. Así, en 1614 quedó vacante el cargo en El Burgo de Osma y el 29 de noviembre se llama por recomendación Sebastián López a Isla para realizar una pruebas. Sebastián López y Melchor de la Vega formaron el tribunal que elogió las capacidades del maestro oscense. Cristóbal de Isla tomó posesión del cargo de maestro de capilla de la Catedral de El Burgo de Osma el 12 de diciembre de 1614 por poderes y el 19 de enero de 1615 de forma personal. Como se ve, Isla va siguiendo los pasos de su maestro Sebastián López.
Isla sólo permanecería menos de un año y medio en El Burgo de Osma. Durante este tiempo presentó a dos infantes, Alonso Moreno, de Berlanga, y otro de Gormaz. Durante su estancia también formó parte, junto con Pedro Martínez, Pedro Lizano y Marcos Domínguez, del tribunal de oposiciones para el cargo de organista, al que se presentaron Manuel Nieto y Fernando de Senera. Finalmente ganaría Manuel Nieto, pero renunció al cargo y regresó a Palencia, por lo que hubo que volver a buscar un organista.
Tras la partida de Isla a Palencia, el cabildo de El Burgo de Osma organizó unas oposiciones para ocupar la magisterio, se presentaron un músico de Soria, otro de Logroño llamado Juan Mateo, y finalmente el que ganaría, Juan de la Bermeja, «ha hecho mucha ventaja a los demás, ansí en el contrapunto, composición, como en el rigor en regir el facistol y que es muy suficiente».

### Magisterio en Palencia
En 1616 falleció Juan de Ávila, quedando vacante la magisterio de la Catedral de Palencia, por lo que el 27 de abril de ese año se realizaron oposiciones para ocupar el cargo. Se presentaron el famoso Juan de Castro, maestro de capilla de la Catedral de Cuenca, e Isla, ganado este último el cargo.
Durante su estancia en Palencia recibió numerosos elogios por la educación y el cuidado con sus infantes. El 10 de julio de 1619 recibió una oferta «muy ventajosa» de su Berlanga natal, lo que obligó al cabildo palentino a mejorar sus rentas, al ser «de las personas más a propósito que se pueden hallar para el dicho ministerio de maestro de capilla». Tomás Micieces fue uno de sus alumnos.
Permaneció en Palencia hasta su fallecimiento pocos días antes del 1 de diciembre de 1651.

## Obra
Cristóbal de Isla disfrutó de una fama considerable en su época y fue un miembro destacado de la escuela policoral castellana, encabezada por Tomás Micieces. Fue uno de los primeros en España en introducir un bajo continuo de órgano, arpa y cuerda.
Se conservan pocas obras de Isla y muchas de las que se conservan están incompletas.
- Laudate Dominum, a nueve voces;
- Olaláo, desdichada barquilla, a siete voces;
- Salve regina, a siete voces;
- Sub tuum praesidium, a cinco voces.